# Bathycyathus chilensis
Bathycyathus chilensis är en korallart som beskrevs av Milne Edwards och Jules Haime 1848. Bathycyathus chilensis ingår i släktet Bathycyathus och familjen Caryophylliidae. Inga underarter finns listade i Catalogue of Life.